# Guerramontesia
Guerramontesia là một chi rêu trong họ Pottiaceae.